# Qui bene amat bene castigat
Qui bene amat bene castigat est une locution latine pouvant être traduite en français par « Qui aime bien châtie bien ». Elle a été utilisée notamment comme leitmotiv dans le domaine de l'éducation,.
On peut l'interpréter de deux façons bien distinctes : celle que celui qui aime n'hésitera pas à châtier, dans l'intérêt même de celui qu'il aime. Celle aussi que seul celui qui aime pourra exercer le châtiment de façon sensée.